# 狮鬃毛
狮鬃毛（英語：the Adventure of the Lion's Mane）又译狮鬃毛奇案，是英国小说家阿瑟·柯南·道尔所著的一个短篇福尔摩斯探案故事。故事讲述福尔摩斯退居萨塞克斯郡养蜂后，见到附近学校的教师神秘死亡，在几次调查都没找到线索后，最终凭借推理和渊博的知识解决了案件。本篇故事和《皮肤变白的军人》是仅有的两篇以福尔摩斯自述形式写成的故事:416。

## 情节

### 事发与调查

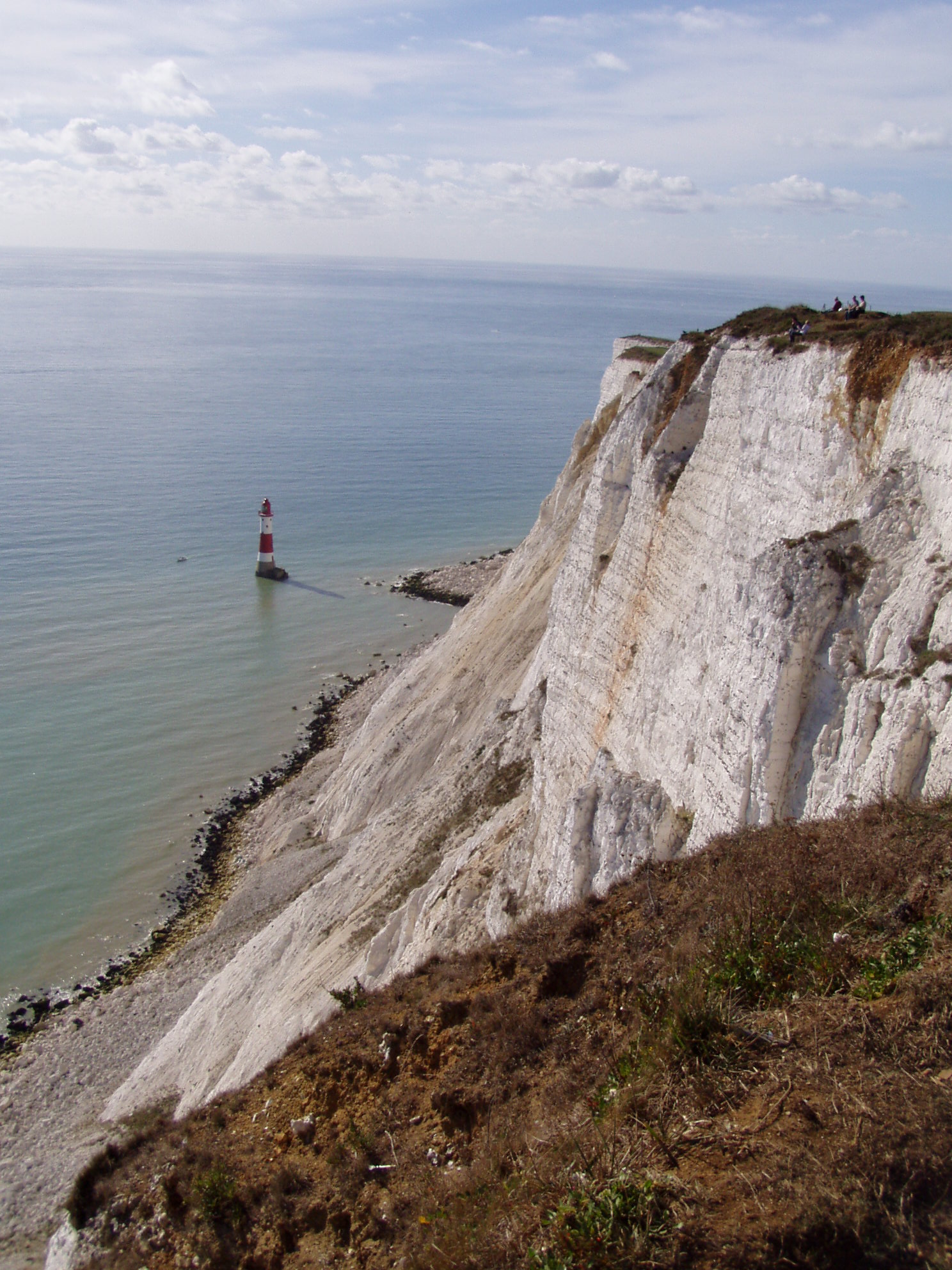
萨塞克斯郡的比奇角，如本篇所述，海滨都是由白垩构成的峭壁

在萨塞克斯丘陵南麓的别墅中，退休的歇洛克·福尔摩斯过着恬静的田园生活，即使是老友华生也只是偶尔来过个周末。福尔摩斯别墅所在海岸都是白垩的峭壁，只有一条小径能通到海边。1907年7月底，正在小径上散步的福尔摩斯遇到了朋友三角墙学校校长哈罗德·斯戴克赫斯特。两人正在说话，就见到学校的科学教师弗茨罗伊·麦克佛森摇摇晃晃地走上小径，仆倒在地。两人忙跑过去，麦克佛森只说出了“狮鬃毛”（the Lion's Mane）就死了。他的后背有很多暗红色条纹，像被极细的鞭子抽打过。
福尔摩斯正在观察死者时，学校的数学教师艾兰·默多克走了过来。默多克性情孤僻，偶尔会大发脾气，曾把麦克佛森的狗扔出窗外。福尔摩斯忙让默多克去报警，自己则走下小径观察了事发地点。整条小径上只有麦克佛森的脚印和掌印。小径末端是退潮形成的一个咸水湖，旁边岩石上放着他的毛巾，毛巾是叠好和干燥的，福尔摩斯就此推断出这说明麦克佛森未曾下水就遭到了攻击。福尔摩斯发现峭壁下方有些小洞穴、远处海滨有一两个人、还有几艘渔船。他吩咐赶来的警察安德森仔细搜查峭壁底部。结果的确如他所料，搜查一无所获。
进一步了解情况之后，福尔摩斯得知麦克佛森和默多克两人早已和解，成了好朋友。麦克佛森在追求当地的贝拉密小姐。斯戴克赫斯特和福尔摩斯走近贝拉密家的山庄时，正碰上从那里出来的默多克。斯戴克赫斯特要求默多克解释他为什么出现在这里，默多克愤怒地表示这完全不关斯戴克赫斯特的事。两人发生了激烈争吵，默多克被解雇了。福尔摩斯随后见到了贝拉密小姐和她不和善的父亲和兄弟。两人不同意贝拉密和麦克佛森的交往，也不知道两人已经订婚。贝拉密小姐拿出了麦克佛森给她的条子，但拒绝说出是怎么拿到条子的。在福尔摩斯的询问下，贝拉密小姐承认了默多克曾经是自己的追求者，但得知麦克佛森和她的关系后就放弃了追求。福尔摩斯开始怀疑默多克是出于嫉妒杀害了麦克佛森。

### 结局

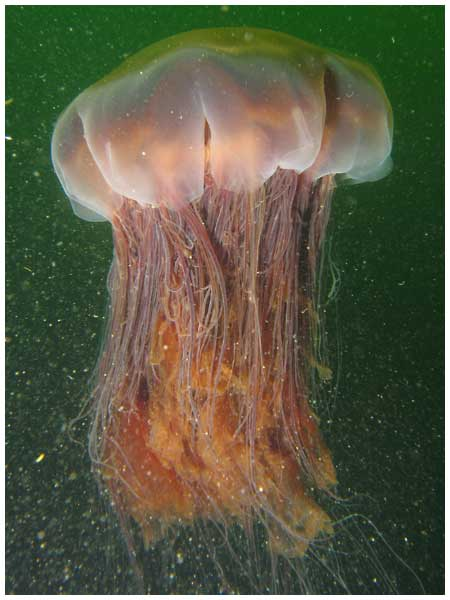
氰水母，又称狮鬃水母，体型最大的水母之一，生活于北大西洋等较冷海域

经过一周的调查后，案情仍然毫无进展，麦克佛森的狗却被发现也死在咸水湖边，死状同样十分痛苦。福尔摩斯开始怀疑其他的可能，死者最后的话“狮鬃毛”让他想起了什么，但是他无法抓住这一思绪。当他从海滨返回走到小径顶端时，突然想起了什么。第二天，苏塞克斯郡的巴德尔警官来了，训问福尔摩斯是否有足够的证据逮捕默多克，福尔摩斯表示默多克有不在场证明，他引导着巴德尔重新审视伤痕和“狮鬃毛”这句话，表示中午就带巴德尔去揭开真相。这时默多克踉踉跄跄冲进来倒在了沙发上，后面跟着惊慌的斯戴克赫斯特。灌下白兰地之后，默多克醒了过来，十分痛苦地呼喊，背上全是红肿网状的伤痕。在不断灌下白兰地和用油涂抹伤口后，默多克的命保住了。
福尔摩斯带着巴德尔和斯塔克赫斯特来到了那个咸水湖，在水下发现了一团像狮鬃毛的东西——氰水母。福尔摩斯和斯戴克赫斯特合力推下了一块大石头压死了氰水母。回家后，福尔摩斯把自然史学者约翰·乔治·伍德的《户外》一书拿给大家看。伍德在其中描述了氰水母的形态，遇到氰水母螫刺后的伤痕，以及被螫刺后心脏时而狂跳时而停搏的痛苦。默多克得以洗清嫌疑。斯塔克赫斯特也原谅了默多克。警官则对福尔摩斯五体投地，福尔摩斯则表示自己这次是“有罪的迟钝”，是乾毛巾蒙蔽了自己，麦克佛森来不及擦干身上的水，自己就认为他没下过水。他说道：“过去我常打趣你们这些警察厅的先生们，这次氰水母几乎给你们报了仇。”

## 发表与评价
柯南·道尔大约是1924年之后创作的这篇故事，他觉得这几个短篇写起来挺容易。1926年11月27日本篇首先刊登在美国《解放》（liberty）杂志上，由弗里德里克·多尔·斯蒂里绘制了七幅插图。一个月后刊登在英国《河滨》杂志的12月号上，由霍华德·埃尔科克绘制插图。1927年此篇和其他十一个短篇故事合编成《福尔摩斯案件簿》出版，在前言中柯南·道尔再次强调读者该到了和福尔摩斯告别的时候了。
《狮鬃毛》和一个月之前发表的《皮肤变白的军人》是仅有的两篇是福尔摩斯为案件叙述者的故事，这让评论界觉得不太习惯，怀疑是否会一直如此，但其后的《退休的颜料商》重新开始由华生作为叙述者。此时的柯南·道尔已经不太在意评论界对福尔摩斯故事看法，他的注意力更多的放在用心理分析和通灵论解决阿加莎·克里斯蒂失踪的事件上:418-420。1992年威斯敏斯特图书馆和伦敦福尔摩斯学会联合出版了本篇的手稿，其中有多处和根据打印稿出版的版本不同:1667。

## 续集与猜测
- 在杰里米·布雷特主演的歇洛克·福尔摩斯系列剧中，《福尔摩斯案件簿》中的12个故事拍摄了9个，本篇未能拍摄。
- 在尼古拉斯·迈耶写的福尔摩斯续集《百分之七溶液》中，年逾八旬的华生医生回忆自己创作福尔摩斯探案的过程，将《狮鬃毛》、《蓝宝石案》、《爬行人》、《三角墙山庄》等篇称为他人伪作[6]。
- 对于福尔摩斯在本篇中的推理因乾毛巾而被引入歧途乃至自认“有罪的迟钝”，研究者有很多猜测，比如认为福尔摩斯年老导致推理能力衰退乃至认为福尔摩斯正在执行秘密任务，本篇为假扮福尔摩斯的华生医生所著[5]:1689-1690。